# Qatar TotalEnergies Open 2025
Qatar TotalEnergies Open 2025 byl tenisový turnaj na ženském profesionálním okruhu WTA Tour, hraný v Mezinárodním komplexu chalífy. Dvacátý třetí ročník Qatar Ladies Open probíhal mezi 9. a 15. únorem 2025 v katarském hlavním městě Dauhá na tvrdém povrchu Plexicushion.
Turnaj dotovaný 3 654 963 dolary byl částí desetidílné kategorie WTA 1000, kterou v sezóně zahájil. Nejvýše nasazenou singlistkou se stala světová jednička Aryna Sabalenková, jíž ve druhém kole vyřadila Jekatěrina Alexandrovová. Jako poslední přímá účastnice do dvouhry nastoupila americká 47. hráčka žebříčku McCartney Kesslerová. V důsledku invaze Ruska na Ukrajinu na konci února 2022 řídící organizace tenisu ATP, WTA a ITF s grandslamy rozhodly, že ruští a běloruští tenisté mohli dále na okruzích startovat, ale do odvolání nikoli pod vlajkami Ruska a Běloruska.
Třetí singlový titul na okruhu WTA Tour, a první v kategorii WTA 1000, vybojovala 23letá Američanka Amanda Anisimovová. Po skončení debutovala v elitní světové dvacítce, na 18. místě. Čtyřhru ovládly úřadující olympijské vítězky Sara Erraniová s Jasmine Paoliniovou z Itálie, které získaly šestou společnou trofej a třetí v úrovni WTA 1000. V semifinále soupeřkám odvrátily tři mečboly a ve finále tři setboly.

## Rozdělení bodů a finančních odměn

### Rozdělení bodů
| Soutěž  | Soutěž      | vítězky | finalistky | semifinalistky | čtvrtfinalistky | 16 v kole | 32 v kole | 64 v kole | Q  | Q2 | Q1 |
| ------- | ----------- | ------- | ---------- | -------------- | --------------- | --------- | --------- | --------- | -- | -- | -- |
| dvouhra | [ 3 ] [ 8 ] | 1000    | 650        | 390            | 215             | 120       | 65        | 10        | 30 | 20 | 2  |
| čtyřhra | [ 9 ]       | 1000    | 650        | 390            | 215             | 120       | 10        | —         | —  | —  | —  |

### Finanční odměny
| Soutěž                                | Soutěž      | vítězky   | finalistky | semifinalistky | čtvrtfinalistky | 16 v kole | 32 v kole | 64 v kole | Q2       | Q1      |
| ------------------------------------- | ----------- | --------- | ---------- | -------------- | --------------- | --------- | --------- | --------- | -------- | ------- |
| dvouhra                               | [ 3 ] [ 8 ] | 597 000 $ | 351 801 $  | 181 400 $      | 83 470 $        | 41 600 $  | 23 500 $  | 16 900 $  | 10 074 $ | 5 270 $ |
| čtyřhra                               | [ 9 ]       | 175 900 $ | 98 950 $   | 531 40 $       | 27 480 $        | 15 570 $  | 10 380 $  | —         | —        | —       |
| částky ve čtyřhře jsou uvedeny na pár |             |           |            |                |                 |           |           |           |          |         |

## Ženská dvouhra

### Nasazení
| Stát                         | Hráčka                | WTA | Nasazení |
| ---------------------------- | --------------------- | --- | -------- |
|                              | Aryna Sabalenková     | 1.  | 1.       |
| Polsko                       | Iga Świąteková        | 2.  | 2.       |
| USA                          | Coco Gauffová         | 3.  | 3.       |
| Itálie                       | Jasmine Paoliniová    | 4.  | 4.       |
| Kazachstán                   | Jelena Rybakinová     | 7.  | 5.       |
| USA                          | Jessica Pegulaová     | 5.  | 6.       |
| Čína                         | Čeng Čchin-wen        | 8.  | 7.       |
| USA                          | Emma Navarrová        | 9.  | 8.       |
| Španělsko                    | Paula Badosová        | 10. | 9.       |
|                              | Darja Kasatkinová     | 12. | 10.      |
|                              | Diana Šnajderová      | 13. | 11.      |
|                              | Mirra Andrejevová     | 15. | 12.      |
| Brazílie                     | Beatriz Haddad Maiová | 16. | 13.      |
|                              | Anna Kalinská         | 18. | 14.      |
| Chorvatsko                   | Donna Vekićová        | 19. | 15.      |
|                              | Ljudmila Samsonovová  | 23. | 16.      |
| Žebříček WTA k 3. únoru 2025 |                       |     |          |

### Jiné formy účasti
Následující hráčky obdržely divokou kartu do hlavní soutěže:
- Caroline Garciaová
- Sofia Keninová
- Emma Raducanuová
- Zeynep Sönmezová

Následující hráčky postoupily z kvalifikace:
- Veronika Kuděrmetovová
- Cristina Bucșová
- Alycia Parksová
- Mojuka Učidžimová
- Greet Minnenová
- Katie Volynetsová
- Elena-Gabriela Ruseová
- Aoi Itóová

Následující hráčky postoupily z kvalifikace jako šťastné poražené:
- Polina Kuděrmetovová
- Renata Zarazúová

### Odhlášení
před zahájením turnaje
- Katie Boulterová → nahradila ji  Kateřina Siniaková
- Marie Bouzková → nahradila ji  Rebecca Šramková
- Danielle Collinsová → nahradila ji  McCartney Kesslerová
- Madison Keysová → nahradila ji  Peyton Stearnsová
- Barbora Krejčíková → nahradila ji  Jüan Jüe
- Karolína Muchová → nahradila ji  Anhelina Kalininová
- Anastasija Pavljučenkovová → nahradila ji  Ashlyn Kruegerová
- Anastasija Potapovová → nahradila ji Polina Kuděrmetovová
- Kateřina Siniaková → nahradila ji  Renata Zarazúová

## Ženská čtyřhra

### Nasazení
| Stát                                                                     | Hráčka             | Stát        | Hráčka                 | WTA | Nasazení |
| ------------------------------------------------------------------------ | ------------------ | ----------- | ---------------------- | --- | -------- |
| Kanada                                                                   | Gabriela Dabrowská | Nový Zéland | Erin Routliffeová      | 6.  | 1.       |
| Čínská Tchaj-pej                                                         | Sie Šu-wej         | Lotyšsko    | Jeļena Ostapenková     | 13. | 2.       |
| Itálie                                                                   | Sara Erraniová     | Itálie      | Jasmine Paoliniová     | 19. | 3.       |
| USA                                                                      | Sofia Keninová     | Ukrajina    | Ljudmyla Kičenoková    | 27. | 4.       |
| Čínská Tchaj-pej                                                         | Čan Chao-čching    |             | Veronika Kuděrmetovová | 31. | 5.       |
| Belgie                                                                   | Elise Mertensová   | Austrálie   | Ellen Perezová         | 35. | 6.       |
| Kazachstán                                                               | Anna Danilinová    |             | Irina Chromačovová     | 36. | 7.       |
| USA                                                                      | Asia Muhammadová   | Nizozemsko  | Demi Schuursová        | 38. | 8.       |
| Žebříček WTA k 3. únoru 2025; číslo je součtem umístění obou členek páru |                    |             |                        |     |          |

### Jiné formy účasti
Následující páry obdržely divokou kartu:
- Bethanie Matteková-Sandsová /  Lucie Šafářová
- Peyton Stearnsová /  Luisa Stefaniová
- Wang Sin-jü /  Čeng Saj-saj

Následující pár nastoupil pod žebříčkovou ochranou:
- Sü I-fan /  Jang Čao-süan

## Přehled finále

### Ženská dvouhra
- Amanda Anisimovová vs.  Jeļena Ostapenková, 6–4, 6–3

### Ženská čtyřhra
- Sara Erraniová /  Jasmine Paoliniová vs.  Ťiang Sin-jü /  Wu Fang-sien, 7–5, 7–6(12–10)